# The Mo-dettes
The Mo-dettes was een Britse postpunkgroep, in 1979 gesticht door leden van The Slits en The Raincoats. Ze werden vooral bekend met hun debuutsingle White Mice, die in eigen beheer op het label Mode werd uitgebracht. Oorspronkelijk heette de groep The Bomberettes. De band bestond uitsluitend uit vrouwen: Ramona Carlier was zangeres, Kate Korus speelde gitaar, Jane Crockford was de bassiste en June Miles-Kingston bespeelde de drum. In 1982 hield de groep op te bestaan.

## Geschiedenis
Crockford was oorspronkelijk de bassiste van een groepje dat The Bank of Dresden heette. Zij was een geadopteerd kind en werkloos en had in krakerspanden gewoond. Op een concert ontmoette ze Ramona Carlier, die in Genève was opgegroeid, ballet had gestudeerd en op haar 21ste naar Londen was verhuisd. Kate Korus was een stichtend lid van The Slits en in 1974 van New York naar Londen verhuisd. June Miles-Kingston was de zuster van Bob Kingston, gitarist van Tenpole Tudor. Kate en June ontmoetten elkaar op de set van The Great Rock 'n' Roll Swindle.
Hun aparte muzikale stijl, met new wave-achtige melodieën en een strakke bas in combinatie met het zware Franse accent van Ramona, verleende hun een vernieuwend imago, temeer daar ze zich in bonte kleuren kleedden die fel afstaken tegen de grauwe stijl van de late punkjaren. Na enkele optredens in kleine zaaltjes en pubs traden ze als begeleidingsgroep op voor onder andere Madness, The Clash en Siouxsie and the Banshees. In 1980 huwde Jane Crockford met Daniel Woodgate, de drummer van Madness.
Hun enige album, The Story So Far, werd op het label Deram Records, een dochteronderneming van Decca Records, uitgebracht en slecht onthaald. In 1980 en 1981 namen ze echter drie sessies by John Peel op. The Mo-dettes gaven twee tournees door Europa en de Verenigde Staten. In New York zongen ze de backing vocals op het album Honi Soit van John Cale..
Decca wilde The Mo-dettes in de richting van de new romantic stuwen en eiste dat een nieuwe gitariste, Melissa Ritter, aan de groep werd toegevoegd. Hun laatste single, Tonight, bevat aanmerkelijk minder postpunkinvloeden en is in wezen mainstream-pop. Ramona Carlier stond weigerachtig tegenover de dominante houding van het platenlabel en besloot de groep begin 1982 te verlaten, waarop ze door Sue Slack vervangen werd. Vervolgens gaf ook Kate Korus er den brui van, en medio 1982 hielden The Mo-dettes het voor bekeken.

## Discografie

### Albums
- 1980: The Story So Far

### Singles
- 1979: White Mice/Masochistic Opposite
- 1980: Paint It Black
- 1980: Twist and Shout
- 1980: Dark Park Creeping
- 1981: Tonight
- 1981: Kray Twins/White Mice